# Stefan Alexandrowicz
Stefan Alexandrowicz (ur. 20 marca 1904 w Pośpieszce, zm. 26 listopada 1995 w Poznaniu) – polski profesor nauk rolniczych w zakresie zootechniki – szczegółowej hodowli zwierząt, członek Polskiej Akademii Nauk, nauczyciel akademicki, doktor honoris causa multi

## Życiorys
Był synem Wojciecha (urzędnika) i Rozalii z Piotrowiczów. W 1927 ukończył studia na Wydziale Rolniczym Politechniki Lwowskiej. W 1947 na Uniwersytecie Poznańskim otrzymał stopień doktora nauk rolniczych na podstawie rozprawy Badania nad warunkami pomieszczenia trzody chlewnej w świetle najnowszych wskazań naukowych, a nominację na docenta Uniwersytetu Poznańskiego w dziedzinie hodowli trzody chlewnej uzyskał po przedstawieniu pracy Badania nad trzodą chlewną w województwie olsztyńskim ze szczególnym uwzględnieniem świń o cechach prymitywnych. Od 1954 był profesorem nadzwyczajnym, a od 1962 profesorem zwyczajnym szczegółowej hodowli zwierząt w Wyższej Szkole Rolniczej w Poznaniu. W 1967 został powołany na członka korespondenta Polskiej Akademii Nauk, a w 1973 – na członka rzeczywistego. W latach 1962–1968 przewodniczył Sekcji Chowu Trzody Chlewnej Komitetu Nauk Zootechnicznych PAN. Był członkiem honorowym PTPN oraz członkiem Polskiego Towarzystwa Genetycznego oraz Polskiego Towarzystwa Zootechnicznego. Wypromował 16 doktorów i ponad 100 magistrów, był patronem 9 przewodów habilitacyjnych. Dorobek naukowy liczy 116 pozycji publikacji, 7 podręczników akademickich i 9 książek dla hodowców. 

Był żonaty z Wandą Rewieńską. Pochowany na Cmentarzu Junikowo w Alei Zasłużonych (AZ-3-L-47).

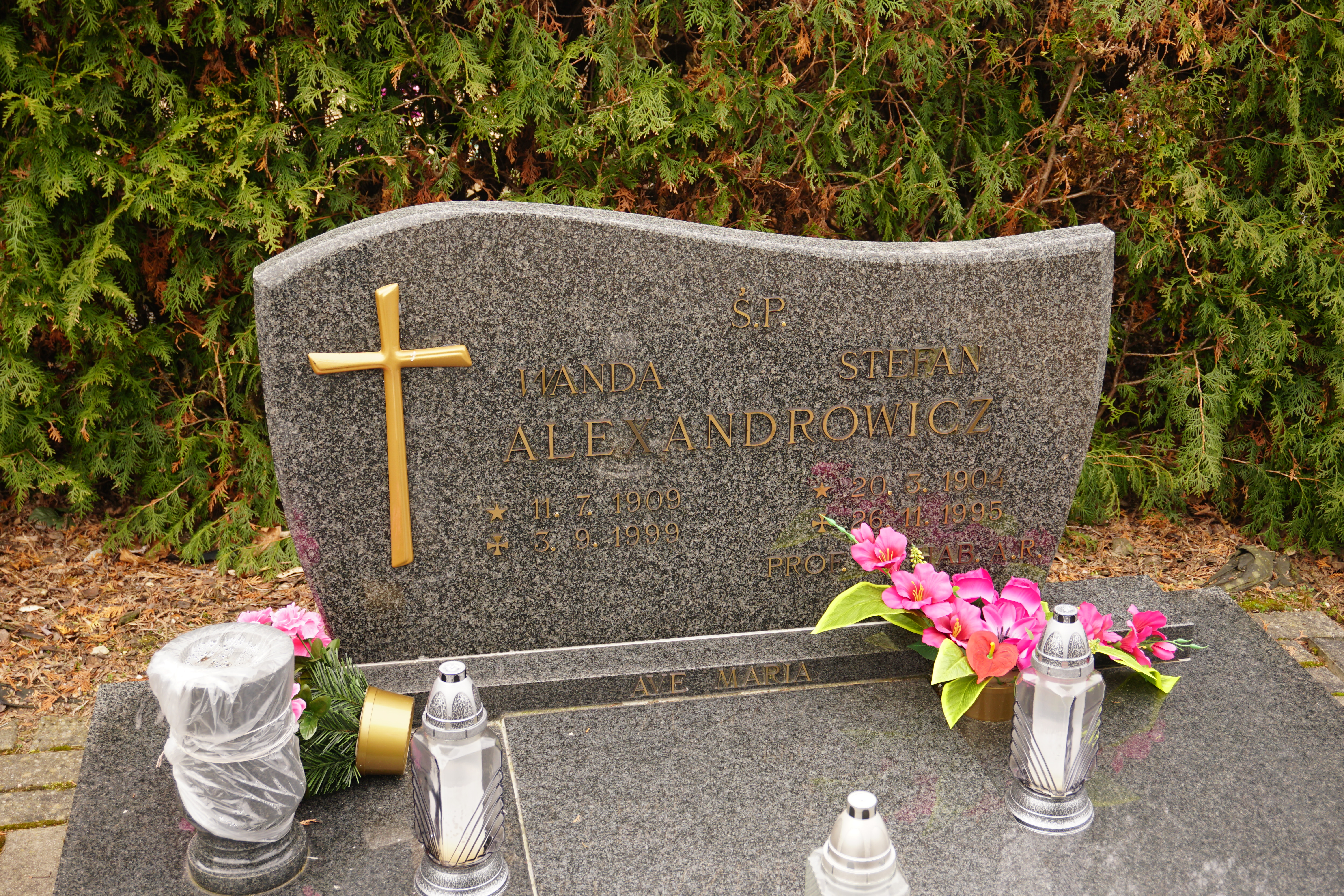
Grób profesora Stefana Alexandrowicza na Cmentarzu Junikowo

## Ważniejsze prace
- Produkcja trzody chlewnej. PWRiL Warszawa 1949 (wsp. J. Kielanowski)
- Przemysłowy tucz trzody chlewnej. PWRiL Warszawa 1952 (wsp. F. Jęcki)
- Jak żywić trzodę chlewną. PWRiL Warszawa 1955
- Zielonki i kiszonki w żywieniu świń. PWRiL Warszawa 1962 (wsp. S. Hoser)
- Hodowla świń. PWRiL Warszawa 1964
- Produkcja trzody chlewnej. Hodowla i chów. PWRiL Warszawa 1972 (wsp. J. Mazaraki)

## Odznaczenia i godności
- Złoty Krzyż Zasługi (1954)
- Krzyż Kawalerski Orderu Odrodzenia Polski
- Krzyż Oficerski Orderu Odrodzenia Polski
- Krzyż Komandorski Orderu Odrodzenia Polski
- tytuły doktora honoris causa Akademii Rolniczej w Szczecinie (1974)[6], Akademii Rolniczej w Poznaniu (1984) i Akademii Rolniczej we Wrocławiu (1986)[7]